# مورتن اولسن

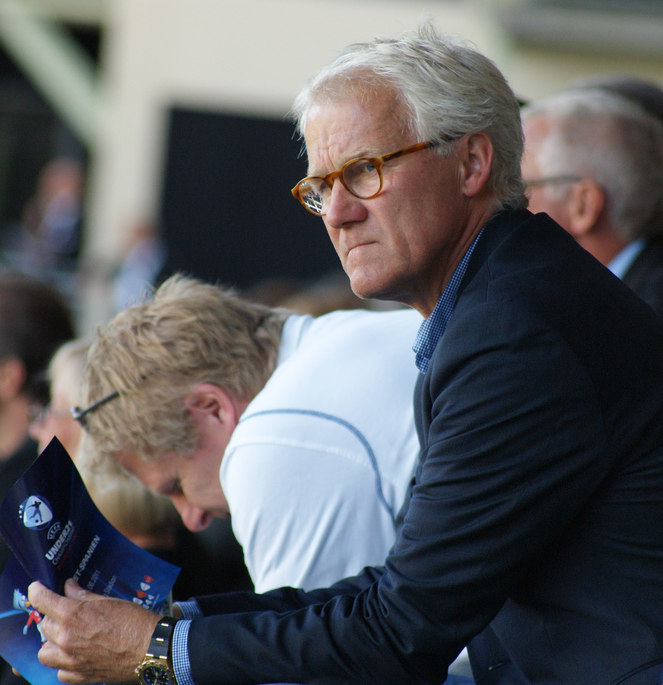
مورتن اولسن - ۲۰۱۱ میلادی

مورتن پر اولسن (به دانمارکی: Morten Per Olsen) (زادهٔ ۱۴ اوت ۱۹۴۹ در وردینگبورگ) هافبک دفاعی سابق و مربی کنونی فوتبال اهل کشور دانمارک می‌باشد.

## تیم ملی دانمارک
بازیکن
اولسن بین سال‌های ۱۹۷۰ تا ۱۹۸۹ عضو تیم ملی فوتبال دانمارک بوده‌است و ۱۰۲ بازی ملی و ۴ گل ملی در کارنامهٔ خود دارد. او سال‌ها کاپیتان تیم ملی دانمارک بود. وی به عنوان بازیکن حضور در مسابقاتی چون جام ملت‌های اروپا ۱۹۸۴، جام جهانی ۱۹۸۶ و جام ملت‌های اروپا ۱۹۸۸ را نیز تجربه کرد.
مربی
او سابقهٔ سرمربی‌گری در تیم‌های بروندبی، کلن و آژاکس را دارد.
وی از ژوئیه ۲۰۰۰ تا نوامبر ۲۰۱۵ سرمربی‌گری تیم ملی فوتبال دانمارک را بر عهده داشت و این تیم را در مسابفاتی چون جام جهانی ۲۰۰۲، جام ملت‌های اروپا ۲۰۰۴، جام جهانی ۲۰۱۰ و جام ملت‌های اروپا ۲۰۱۲ هدایت کرده‌است. اولسن در ۱۶۳ بازی هدایت تیم ملی دانمارک را نیز بر عهده داشته‌است. او دارای طولانی‌ترین مدت مربی‌گری در تاریخ تیم ملی فوتبال دانمارک می‌باشد.

## افتخارات

### بازیکن
اندرلشت
- لیگ برتر بلژیک: ۸۱-۱۹۸۰، ۸۵-۱۹۸۴، ۸۶-۱۹۸۵
- لیگ اروپا: ۸۳-۱۹۸۲

فردی
- بازیکن سال فوتبال دانمارک: ۱۹۸۳، ۱۹۸۶
- تیم منتخب جام ملت‌های اروپا: ۱۹۸۴

### مربی
بروندبی
- سوپر لیگ دانمارک: ۱۹۹۰، ۱۹۹۱

 آژاکس
- لیگ برتر هلند: ۱۹۹۸
- جام حذفی هلند: ۱۹۹۸

فردی
- مربی سال فوتبال دانمارک: ۲۰۰۱، ۲۰۰۹

## گل‌های ملی
| # | تاریخ        | محل برگزاری     | حریف     | گل  | نتیجه | مسابقات                     |
| - | ------------ | --------------- | -------- | --- | ----- | --------------------------- |
| ۱ | ۵ مه ۱۹۷۱    | کپنهاگ، دانمارک | سوئیس    | ۲–۰ | ۴–۰   | مقدماتی بازی‌های المپیک ۱۹۷۲ |
| ۲ | ۱ اوت ۱۹۷۱   | آلبورگ، دانمارک | انگلستان | ۲–۱ | ۳–۲   | بازی دوستانه                |
| ۳ | ۵ ژوئن ۱۹۸۸  | ادنسه، دانمارک  | بلژیک    | ۱–۱ | ۳–۱   | بازی دوستانه                |
| ۴ | ۱۸ ژوئن ۱۹۸۹ | کپنهاگ، دانمارک | برزیل    | ۱–۰ | ۴–۰   | بازی دوستانه                |

## آمار مربیگری
| بروندبی | ژانویه ۱۹۹۰ | مه ۱۹۹۲     | ۹۷  | ۴۹  | ۳۲  | ۱۶  | ۰۵۱ |
| کلن     | آوریل ۱۹۹۳  | اوت ۱۹۹۵    | ۸۶  | ۳۳  | ۲۲  | ۳۱  | ۰۳۸ |
| آژاکس   | ژوئیه ۱۹۹۷  | دسامبر ۱۹۹۸ | ۷۲  | ۴۹  | ۱۰  | ۱۳  | ۰۶۸ |
| دانمارک | ژوئیه ۲۰۰۰  | نوامبر ۲۰۱۵ | ۱۶۳ | ۷۹  | ۴۲  | ۴۲  | ۰۴۸ |
| مجموع   | مجموع       | مجموع       | ۴۱۸ | ۲۱۰ | ۱۰۶ | ۱۰۲ | ۰۵۰ |